# 比弗城 (内布拉斯加州)
比弗城（英語：Beaver City）是一個位於美國內布拉斯加州富爾納斯縣的城市。根據2010年美國人口普查，該地共人口609人，而該地的面積約為2.56平方千米。同時該地也是富爾納斯縣的縣治。

## 地理
比弗城的座標為40°08′12″N 99°49′45″W / 40.13667°N 99.82917°W，而該地的平均海拔高度為664米（即2178英尺）。